# Tre små peberkagemænd
Tre små peberkagemænd (svensk: Tre pepparkaksgubbar), også kendt som Vi kommer fra peberkageland, er en svensk julesang med tekst af Astrid Forsell-Gullstrand og musik af Alice Tegnér. Sangen blev publiceret i 1913 i hæftet Sjung med oss, Mamma! 
Sangen handler om tre peberkagemænd, som fortæller, at de til jul ankommer fra peberkageland. I Sverige synges sangen ofte ved Luciaoptog, hvor tre udklædte mænd følger optoget.
"Hvor ligger peberkageland?" er et projekt fra 2006, som arbejder med musik for unge og har taget navn efter sangen, men i moderne musikalsk version. 

## Udvalgte udgivelser
- Sjung med oss, Mamma! 6, 1913
- Nu ska vi sjunga, 1943, under rubriken "Lekvisor"

## Indspilninger
En tidig indspilning findes med et pigekor, som fik sangen udgivet på plade i Solna i november 1931  Sangen findes også i udgivelser med Ingela "Pling" Forsman, Mona Wessman og Peter Himmelstrand fra 1975 på albummet "Nu ska vi sjunga".
Sangen er også udgivet på spansk med Maria Llerena som "Tres viejos del paiz de los bizchochos" på albummet Chiquitico mio fra 1988.